# شبكرمة غدية
شبكرمة غدية (الاسم العلمي:Ampelopsis glandulosa) هي نوع من النباتات يتبع جنس الشبكرمة من فصيلة الكرمية.